# She (anuncio)
She, también llamado She, un cuento de J&B, es el título de un anuncio publicitario audiovisual navideño realizado por la agencia de publicidad El Ruso de Rocky para la marca de whisky escocés J&B en 2022. El anuncio trata de un abuelo y su relación con su nieta, y cómo realiza un proceso de aprendizaje para apoyarla en su transición. La campaña tuvo como uno de sus objetivos eliminar prejuicios por el colectivo trans y que los espacios y celebraciones familiares, como la Navidad, sean espacios seguros para las personas trans.

## Argumento
Un abuelo aprende, de forma secreta, a maquillarse, adquiriendo para ello los diferentes elementos. Al final, este conocimiento y aprendizaje perfeccionado tenían el objetivo de maquillar a su nieta Ana, una mujer trans de 26 años, para apoyar su presentación ante el resto de la familia durante la cena navideña.

## Producción
El anuncio fue producido por la agencia El Ruso de Rocky, y dirigido por Gabe Ibáñez.
La protagonista del anuncio, Ana, es interpretada por la artista multidisciplinar zaragozana y mujer trans de 26 años, Ella Di Amore.
La canción que acompaña al anuncio es «She» de Charles Aznavour, en la versión de Elvis Costello.
La campaña fue lanzada en diferentes medios, como soportes virtuales y redes sociales, en diferentes formatos, desde una pieza completa de tres minutos de duración, hasta píldoras de diez a sesenta segundos.

## Reacciones
La campaña se sumó a otra realizada por la misma marca durante el verano de 2021, titulada #HayGanasdeOrgullodePueblo, que buscaba concienciar sobre el sexilio. En esa ocasión un autobús, bautizado «Sol» en honor al artista José Pérez Ocaña, recorrió los pueblos de Cantillana, Algarrobo, Guadasuar, Barco de Ávila, Pola de Allande y Briviesca, todos de la España profunda.
El anuncio se hizo viral, y fue aplaudido por diferentes personalidades, activistas y caras visibles del colectivo trans español, como la política Carla Antonelli.
En 2023, el anuncio obtuvo el Gran Premio Nacional de Creatividad en la XXIV edición de los galardones que concede el Club de Creativos. Además obtuvo el premio Oro en Ideas en el apartado de bebidas, dos Oros en Craft por su casting y dirección de actores y por su realización, una Plata en Craft por su sonido y música; y un Bronce en ese mismo apartado por su montaje.